# Mickey's Once Upon a Christmas
Mickey's Once Upon a Christmas (Mickey celebra la Navidad en Hispanoamérica y Mickey descubre la Navidad en España) es una película animada estadounidense producida por Walt Disney Television Animation, lanzada al mercado directamente para vídeo en 1999.
La película incluye tres largometrajes: Donald Duck: Stuck on Christmas (con Huey, Dewey y Louie, el Pato Donald, la Pata Daisy, y Scrooge McDuck), A Very Goofy Christmas (con Goofy, Max y Pete) y Mickey and Minnie's Gift of the Magi (con Mickey Mouse, Minnie Mouse, Pluto y Pete). Otros personajes de Disney también hacen cameos en la película.
La película ganó el premio a Mejor Película Animada en el 5º Festival de Películas de Animación de Kecskemét, en 1999. Una secuela, titulada Mickey's Twice Upon a Christmas, fue lanzada en 2004.

## Argumento

### Donald Duck: Stuck On Christmas
Inspirado en el cuento de 1892 "Navidad todos los días" de William Dean Howells. Huey, Dewey y Louie despiertan a Chip y Dale una mañana de Navidad y luego bajan las escaleras para abrir sus regalos, aunque se supone que deben esperar a que lleguen Daisy, el tío Scrooge y la tía Gertie. Luego, los niños toman sus trineos nuevos del tío Donald (sin leer la tarjeta incluida) y van a andar en trineo antes de la cena de Navidad, donde Donald les grita que aprendan modales. Mientras Donald, Daisy, el tío Scrooge y la tía Gertie cantan villancicos, los niños juegan con sus nuevos juguetes.
Más tarde, es hora de irse a la cama y después de haber disfrutado inmensamente el día, los chicos desean que todos los días sea Navidad. Su deseo es concedido y al principio están alegres. Sin embargo, después de unos días, comienzan a cansarse de la Navidad y se dan cuenta de que todos los días serán exactamente iguales. Deciden cambiar el curso de acción del día siguiente haciendo trucos y bromas, incluido el intercambio del pavo cocido por uno vivo en la cena. Resulta ser una Navidad terrible para todos, especialmente para Donald.
Poco después, los niños leyeron la tarjeta que Donald y Daisy les habían dado antes. La tarjeta les desea amor y explica que la Navidad no se trata solo de regalos, también se trata de estar en familia. Los chicos se sienten culpables y deciden enmendarse haciendo del día siguiente la mejor Navidad de su vida. Mientras los chicos difunden amor y alegría dándole besos a la tía Gertie y ayudando a Daisy con la cena, Donald comienza a sospechar. Mientras canta villancicos, Donald se enfrenta a los chicos y les exige saber qué están haciendo. Daisy indignada le grita a Donald, acusándolo de estropear una Navidad perfecta. Huey, sin embargo, admite que Donald tenía razón y que él y sus hermanos olvidaron algo. Huey, Dewey y Louie sacan su regalo para el tío Donald: un velero hecho con sus trineos. Genuinamente sorprendido, avergonzado y conmovido, Donald agradece a sus sobrinos con un cálido abrazo. Al final del día siguiente, los niños finalmente se dan cuenta del verdadero significado de la Navidad y el ciclo de tiempo termina, lo que lleva al día después de Navidad.

### A Very Goofy Christmas
Goofy y Max envían una carta a Santa Claus. Sin embargo, tan pronto como llegan a casa, su vecino Pete le dice a Max que Santa no existe y que es imposible que pueda volar alrededor del mundo en una noche. Las cosas empeoran cuando Goofy se hace pasar por Santa para unos niños y Max descubre que lo engañó. Goofy está decidido a demostrarle a Max que Santa existe y se queda despierto toda la Nochebuena para estar pendiente de él mientras Max, todavía amargado, solo quiere seguir adelante. Después de confundir a un Beagle Boy (que estaba robando la casa de Pete) con Santa, Goofy finalmente pierde la esperanza de que venga Santa. Max luego hace todo lo que hizo Goofy, para tratar de hacerlo feliz, incluso haciéndose pasar por (un muy pequeño) Santa. Al final, el verdadero Papá Noel llega y le da a Max el regalo que había pedido antes (además de enterrar la casa de Pete al lado, en la nieve).
Este segmento de Mickey's Once Upon a Christmas precede cronológicamente a la serie de dibujos animados La Tropa Goofy, Max tiene la voz de Shaun Fleming.

### Mickey and Minnie's Gift of the Magi
Basado en el cuento de 1905 "The Gift of the Magi" de O. Henry. Mickey quiere comprarle a su novia Minnie una cadena de oro para su única reliquia familiar, su reloj, por lo que trabaja en La Tienda de Árboles del Loco Pete. Minnie también quiere darle a Mickey algo especial para Navidad, por lo que trabaja duro en su trabajo en una tienda por departamentos para obtener un bono para comprar un regalo. Cuando Mickey ofrece un pequeño árbol a una familia pobre que no puede permitirse comprar un árbol especial de 10 pies, su codicioso jefe, Pete, roba todo el dinero de Mickey y lo despide en un ataque de ira. Luego, Pete accidentalmente pone su cigarro encendido en su bolsillo con el dinero de Mickey sin darse cuenta, lo que provoca que se incendie a sí mismo, al dinero y a sus árboles (incluidos los de 10 pies), para consternación de Pete. Mientras tanto, la bonificación de Minnie de su tacaño jefe Mortimer Mouse resulta ser nada más que un Pastel de fruta. Después de tocar música para una colecta de juguetes con Firehouse Five , Mickey tiene la idea de que puede cambiar su armónica por la cadena de oro. La tienda está cerrando cuando él llega allí y el dueño que se está yendo no está interesado en la armónica, pero cambia de opinión después de escuchar a Mickey tocarla. De vuelta en la casa de Minnie, Mickey le da la cadena de su reloj, que ya no tiene, y Minnie le da un estuche para su armónica, que tampoco tiene. Sin embargo, Mickey y Minnie aún pueden celebrar una feliz Navidad. Como en la historia original de 'El regalo de los magos, lo que cuenta es el pensamiento detrás de cada regalo.

### Escena final
Todos los protagonistas se reúnen cantando villancicos, comenzando con Mickey y Minnie, acompañados de Pluto, cantando "Jingle Bells", seguidos por Goofy y Max cantando "Deck the Halls", y después Donald y Daisy, acompañados de Huey, Dewey y Louie, cantando "We Wish You a Merry Christmas" (siendo cada villancico referenciado en sus respectivas historias), en este último villancico uniéndose a cantar todos los personajes.

## Reparto
- Wayne Allwine como Mickey Mouse
- Russi Taylor como Minnie Mouse y Huey, Dewey, y Louie
- Tony Anselmo como Pato Donald
- Diane Michelle como Pata Daisy ("The Gift of the Magi")
- Tress MacNeille como Pata Daisy ("Stuck on Christmas", voz cantante en el final), Chip, y Tía Gertie
- Alan Young como Scrooge McDuck
- Bill Farmer como Goofy, Pluto
- Corey Burton como Dale
- Shaun Fleming como Max Goof
- Jim Cummings como Pete, Policía, Cartero, Jefe de bomberos, Papá, Espectador, Dueño de la tienda, y Papa Noel
- Jeff Bennett como Papá bombero n.º 2, Mortimer Mouse, Locutor de la tienda, Hombre, y Cliente
- Gregg Berger como el Sr. Anderson, y Tendero
- Kylie Dempsey como Niño #2, y Niña Pequeña
- Taylor Dempsey como Pequeño Jimmy, y Kid # 1
- Andrew McDonaugh como Niño
- April Winchell como Mamá, Anciana, Bombera, y Bombero n.º 1
- Pat Musick como Mujer angustiada, Mujer enojada, Dama excéntrica, Compradora y Señora Anderson
- Frank Welker como Pavo, y Fígaro

## Recepción
La película tiene una calificación del 40% en Rotten Tomatoes que indica críticas "mixtas o promedio". Common Sense Media calificó la película con un 3/5.